# Maha (tytuł)
Maha (dewanagari महा n) – sanskrycki przymiotnik o znaczeniu wielki wchodzący w skład słów oznaczających między innymi tytuły i funkcje w religiach dharmicznych. Łącząc się z wyrazem, który po nim następuje (stopniowanie nasilenia cechy), tworzy tytuły wskazujące postać doskonale utożsamiająca jakość, którą wyraz nazywa.

## Przykłady zastosowań

### Hinduistyczne funkcje religijne
- Mahamandaleśwar – np. Mahamandaleshwar Paramhans Swami Maheshwarananda

### Hinduistyczne tytuły religijne
- Maharadż – np. Acharya Shree Koshalendraprasadji Maharaj(inne języki)
- Mahariszi – np. Bhagawan Śri Ramana Mahariszi
- Mahasiddha – np. Mahasiddha Gorakszanath
- Mahaguru
- Mahatma – np. Mahatma Gandhi
- Mahawatar – np. Mahawatar Babadźi
- Mahajogi – np. Mahajogi Swami Trailanga z Varanasi

### Hinduistyczne imionaguru
- Mahaśaja – np. Lahiri Mahaśaja
- Mahaprabhu – np. Ćajtanja Mahaprabhu
- Mahadewa – np. Sri Mahadevendra Saraswathi V(inne języki)